# Makkinampatti
Makkinampatti es una ciudad censal situada en el distrito de Coimbatore en el estado de Tamil Nadu (India). Su población es de 8134 habitantes (2011). Se encuentra a 46 km de Coimbatore.

## Demografía
Según el censo de 2011 la población de Makkinampatti era de 8134 habitantes, de los cuales 4017 eran hombres y 4117 eran mujeres. Makkinampatti tiene una tasa media de alfabetización del 84,94%, superior a la media estatal del 80,09%: la alfabetización masculina es del 90,70%, y la alfabetización femenina del 79,34%.